# Дом-музей Юлиана Семёнова
Дом-музей Юлиана Семёнова — частный историко-литературный музей, находящийся в посёлке Олива (или Верхняя Мухалатка) в Крыму посвящённый жизни и творчеству писателя и журналиста Юлиана Семёнова. Организован в 2006 году дочерью писателя Ольгой Семеновой.

## История
Юлиан Семёнов впервые побывал в Крыму в 1955 году и с этого времени часто работал в Ялте — в Доме творчества Литфонда, гостинице «Ялта», санатории «Россия» и в доме творчества писателей в Коктебеле. В 1960—1970 годах он проводил в Крыму больше времени, чем в Москве и часто называл Крым своим вторым домом.
В 1983 году он приобрёл в Верхней Мухалатке участок с остатками домика и вскоре выстроил небольшое двухэтажное здание. С этого времени стены этого дома видели много интересных гостей — от Аллы Пугачевой и формального главы советского государства Андрея Андреевича Громыко до одного из самых желанных гостей, барона Эдуарда Александровича фон Фальц-Фейн.
В этом доме были написаны такие знаменитые романы, как «Приказано выжить», «ТАСС уполномочен заявить», «Аукцион», «Экспансия», «Горение», «Ненаписанные романы», «Тайна Кутузовского проспекта», «Версии», «Лицом к лицу».

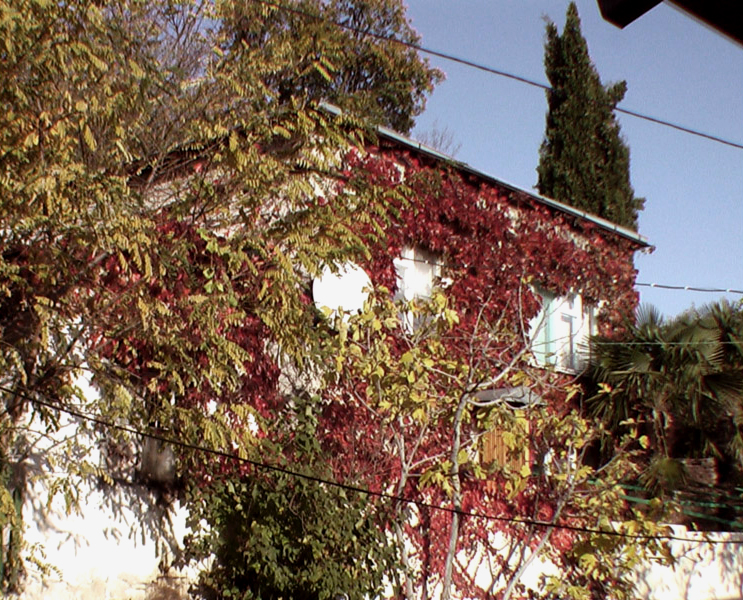
Дом-музей Юлиана Семёнова в посёлке Олива
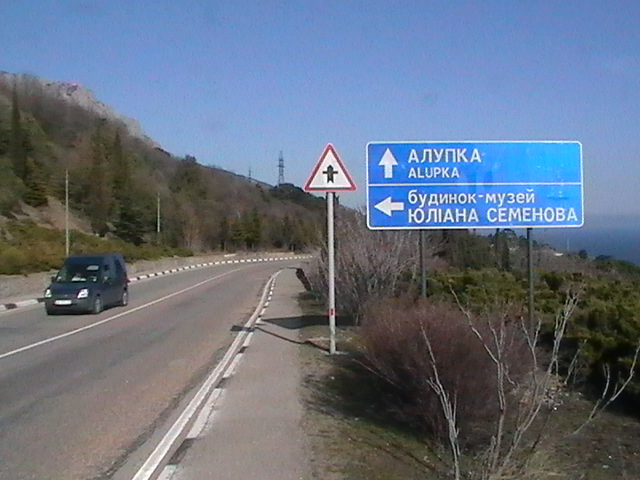
Дорога к дому музею Юлиана Семёнова

## Коллекция музея
«Моя вилла Штирлиц», так шутливо называл писатель своё крымское обиталище. Музейная экспозиция расположилась в нескольких комнатах первого этажа, где стараниями создателя музея, дочери писателя, Ольги Юлиановны Семеновой сохраняется обстановка и дух этого дома, бывший при жизни писателя.
Обустраивая дом, Семёнов хотел, чтобы предметы, напоминающие ему о родных и близких людях, памятных эпизодах, важных периодах жизни, были рядом. Поэтому почти все стены жилых комнат дома оказались увешаны многочисленными фотографиями, афишами, картинами, заставлены сувенирами, напоминающими писателю о его странствиях, безделушками, помогающими сосредоточиться и т. д.
«В кабинете на столе рабочий беспорядок: план на день, листы с правкой, кассетный диктофон, печатная машинка, и записка от руки „Я скоро вернусь“. На стенах картины старшей дочери Дарьи, фотографии с автографами легендарных личностей XX века с которым дружил или был знаком Юлиан Семёнович, в том числе дарственная подпись на обложке книги самого Отто Скорцени — оберштурмбанфюрера СС, немецкого диверсанта, прославившегося в годы войны спецоперациями, в числе которых и освобождение из заключения свергнутого Бенито Муссолини… На камине сувениры из командировок: изрешечённый пулями вьетнамцев кусок фюзеляжа американского самолета, бумеранг и копьё австралийских аборигенов, инкрустированный рог, деревянная фигурка монаха… На полках мебельной стенки — часы, рюмки и бокалы, книги в том случайном порядке, который оставил писатель.».
В 2015 году открыт для посещения второй этаж музея, где расположена библиотека писателя и выставочный зал.

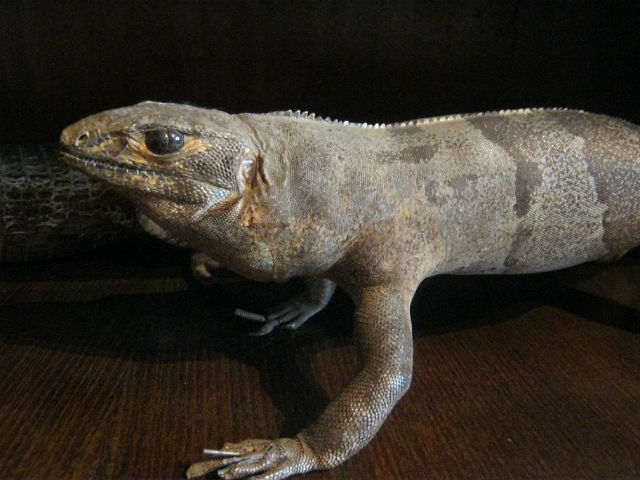
Фрагмент экспозиции музея
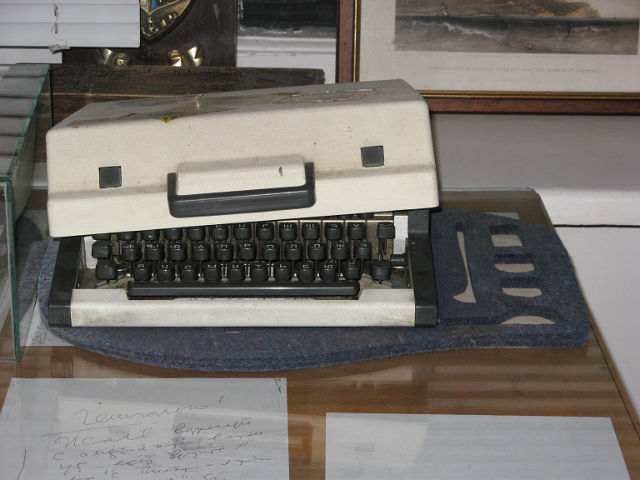
Знаменитая пишущая машинка Юлиана Семёнова — югославская «Юнис»
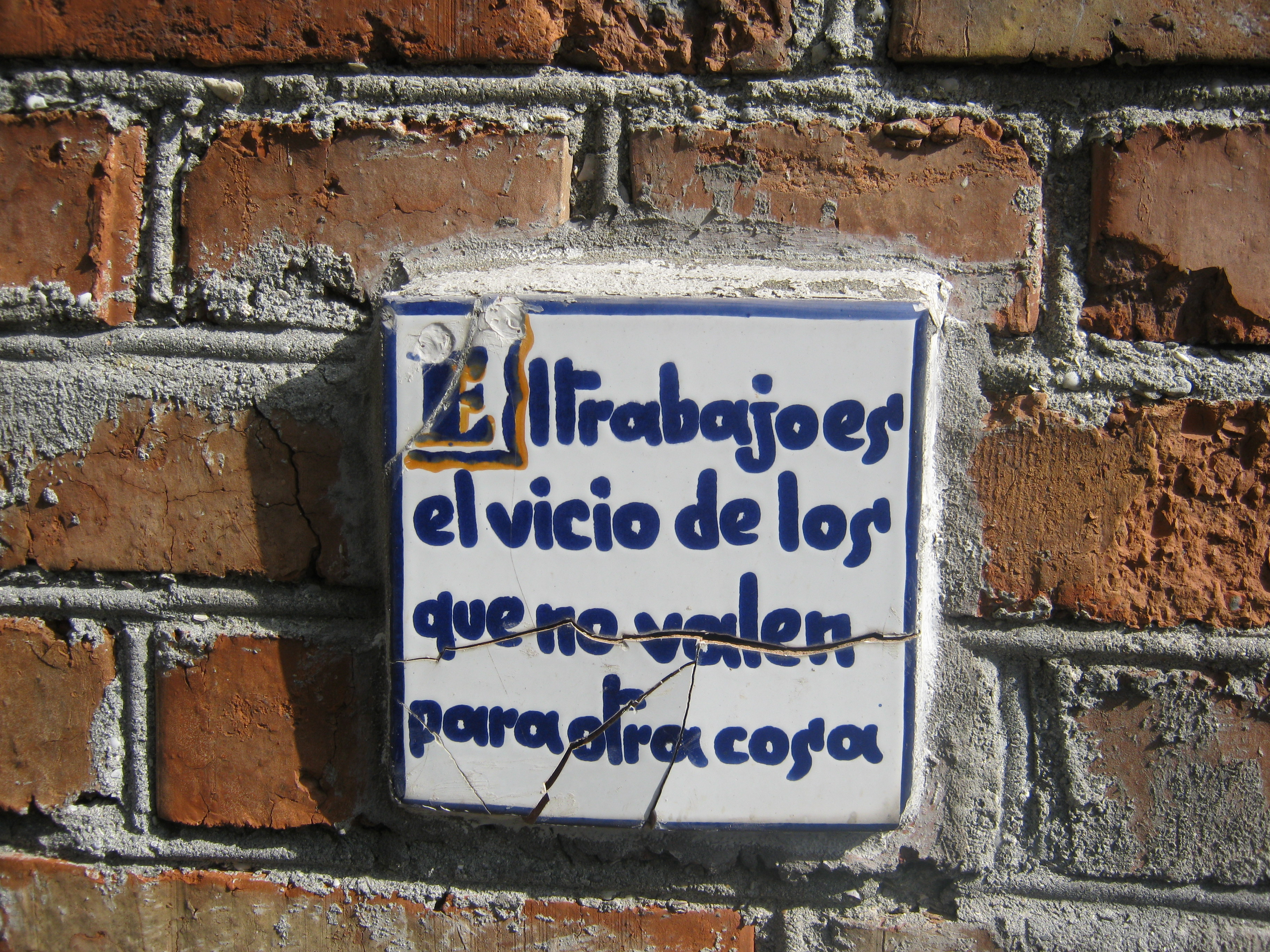
Табличка на стене музея — «Работа – это удел тех, кто больше ни к чему не пригоден»
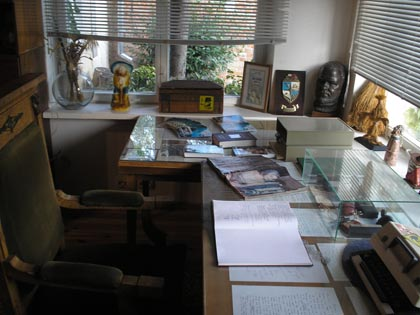
Рабочий кабинет писателя